# Silnice I/17
Die Silnice I/17 (tschechisch für: „Straße I. Klasse 17“) ist eine tschechische Staatsstraße (Straße I. Klasse).

## Verlauf

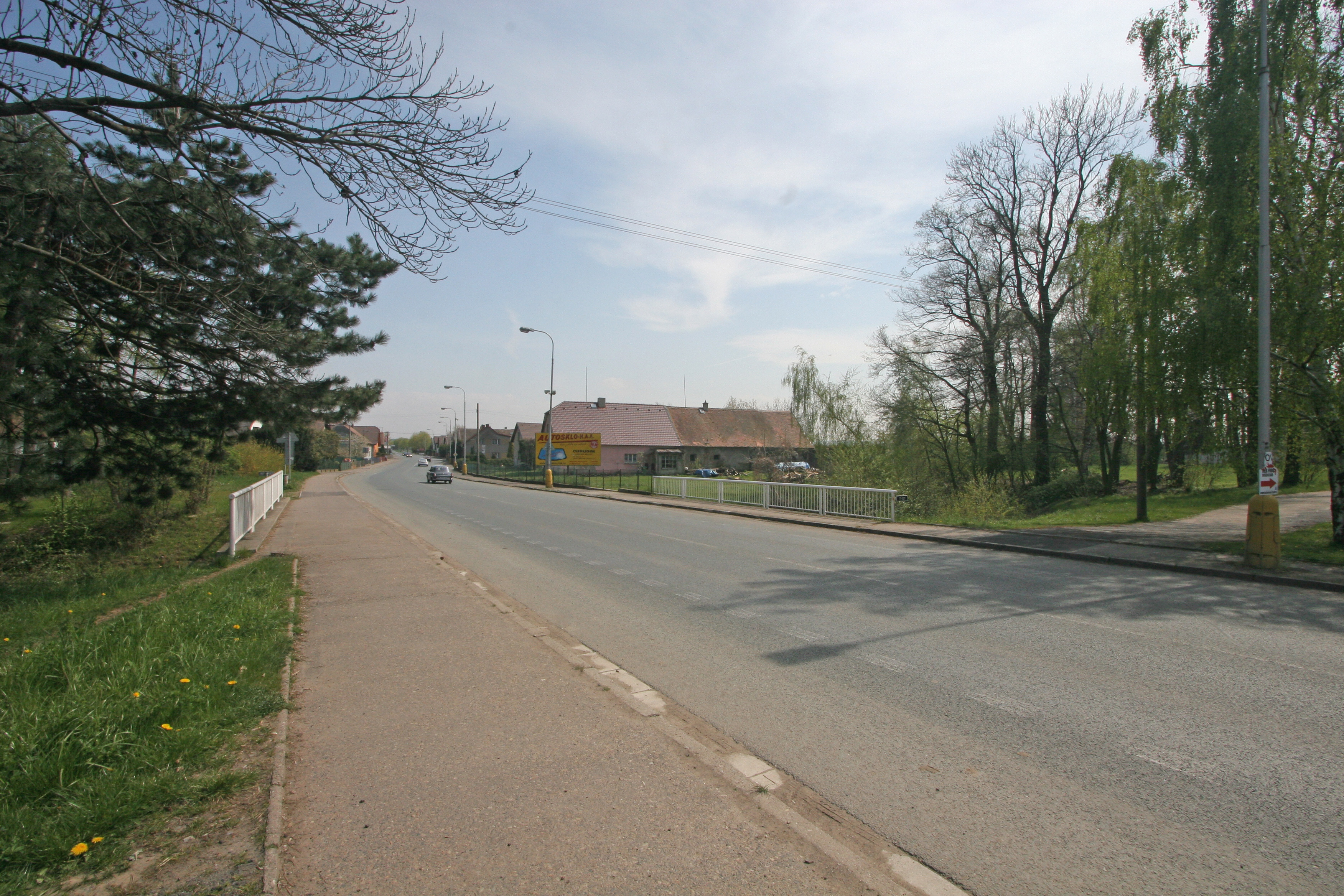
Die Straße in Bylany

Die Straße zweigt in Čáslav (Tschaslau) von der Silnice I/38 ab, führt in östlicher Richtung über Heřmanův Městec (Hermannstädtel) nach Chrudim, wo sie die Silnice I/37 kreuzt, verläuft weiter nach Osten bis Nová Ves (Neudorf), wo sie an der Silnice I/35 (Europastraße 442) rund vier Kilometer nordwestlich von Vysoké Mýto (Hohenmauth) endet.
Die Länge der Straße beträgt rund 59 Kilometer.

## Geschichte
Von 1940 bis 1945 bildete die Straße einen Teil der Reichsstraße 368.